# Dévidage

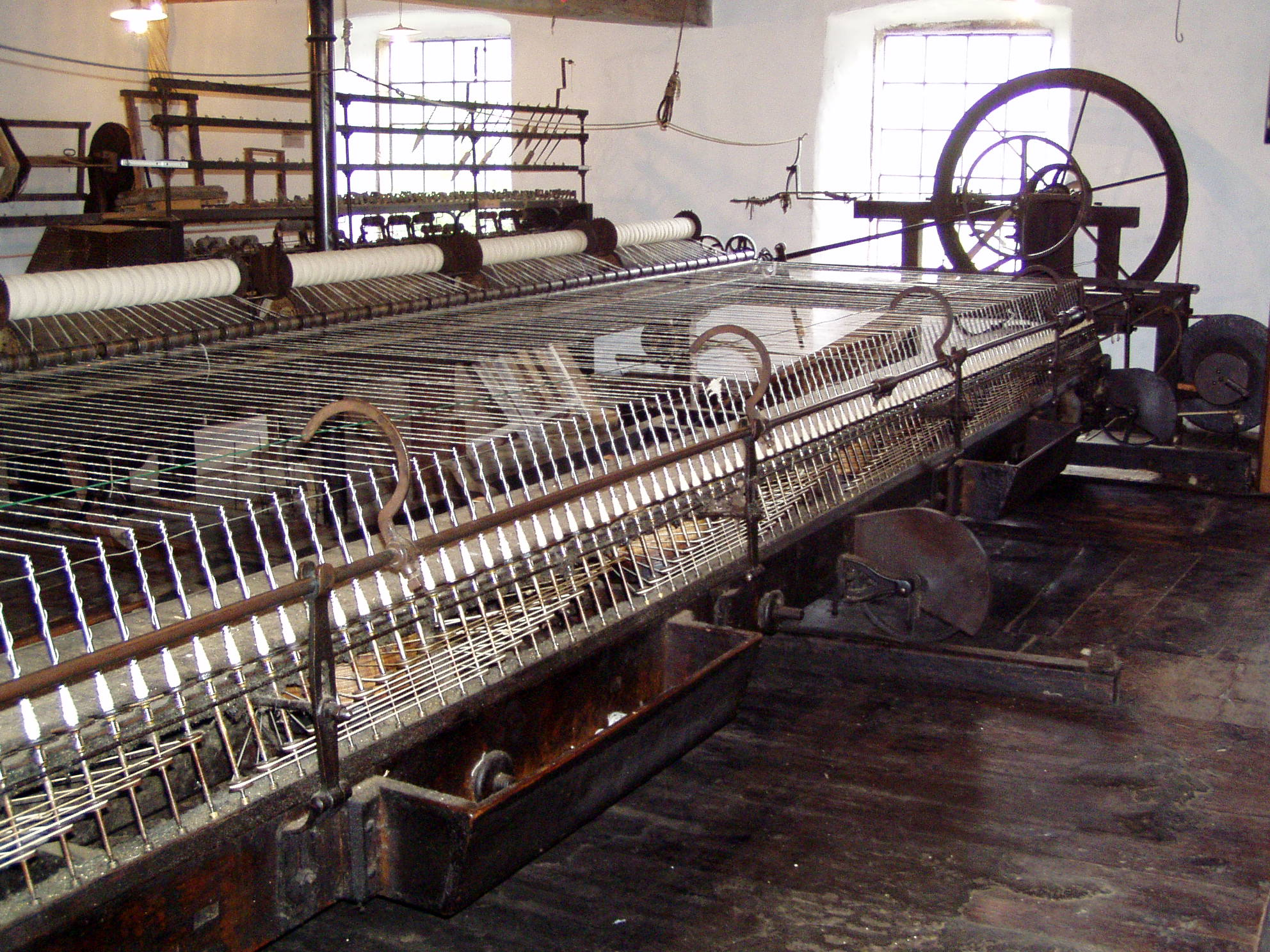
La Mule-jenny, machine à dévidage et torsion automatique de la Filature des Calquières à Langogne (France)

Le dévidage est, dans le tissage de la soie, l'opération qui consiste à positionner les écheveaux sur les tavelles d'un bobinoir afin de former des bobines. S'il s'agit d'autres fibres, l'opération consiste à la confection d'écheveaux à partir des bobines sur un dévidoir. Ce métier est exercé par un dévideur ou une dévideuse.

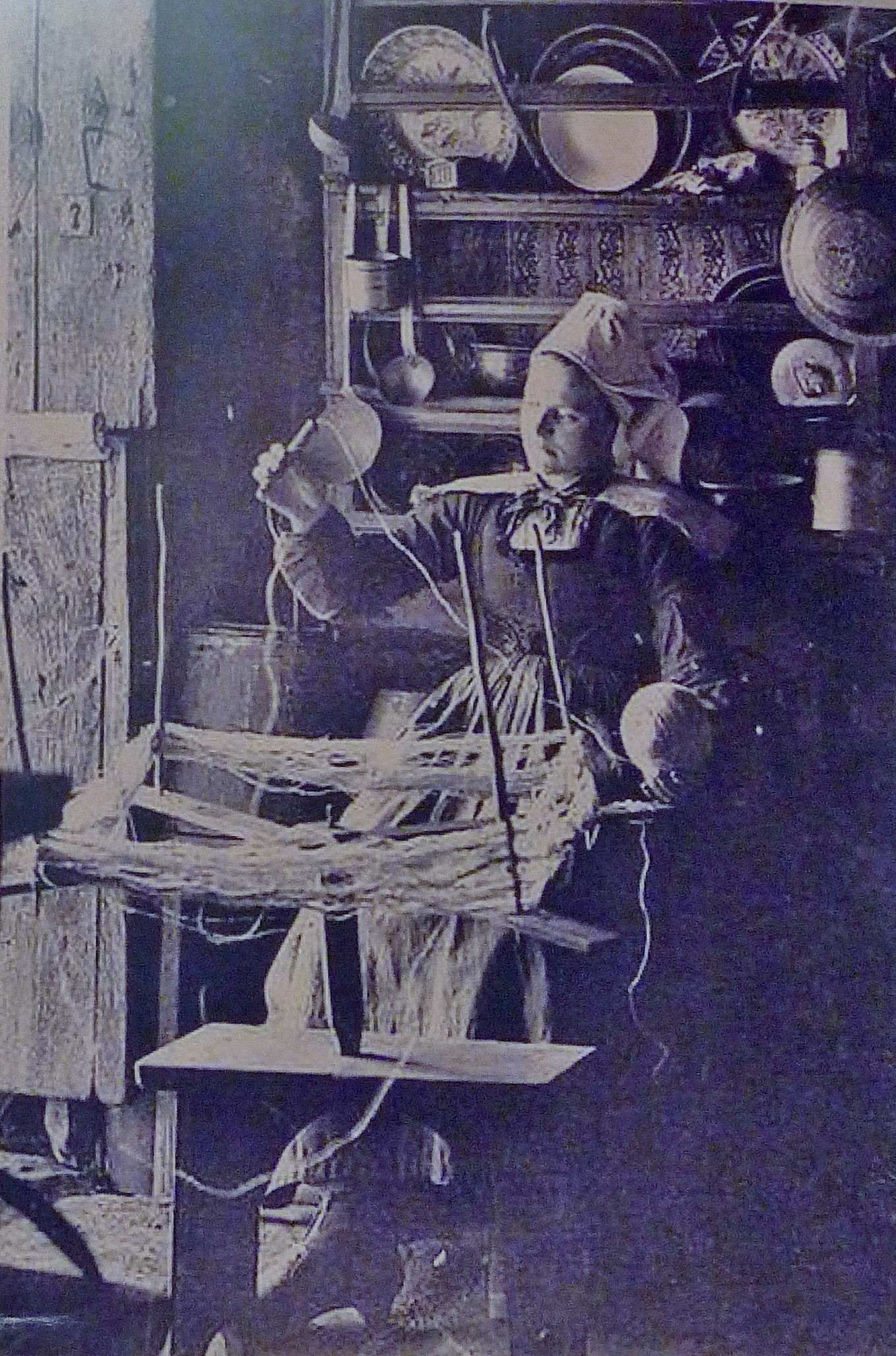
Dévideuse à Trégunc au début du XXe siècle.